# Naogaon (district)
Naogaon est un district du Bangladesh. Il est situé dans la division de Rajshahi. La ville principale est Naogaon.

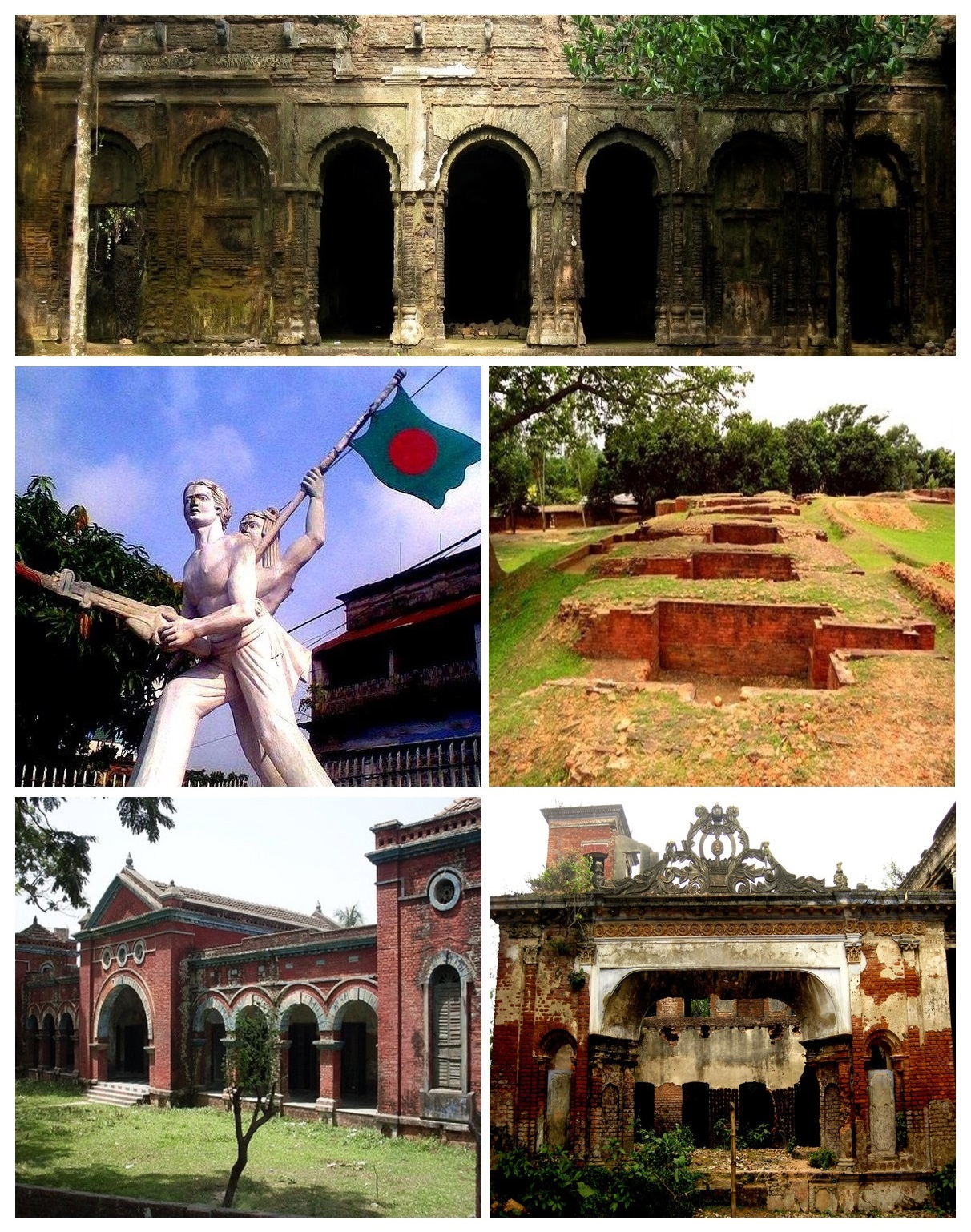
Dans le sens des aiguilles d'une montre à partir du haut : Balihar Rajbari, Jogoddol Bihar, Dubalhati Rajbari, Bureau de la Ganja Society, Monument Shadhinota